# 薄葬令
薄葬令（はくそうれい）とは、大化2年（646年）に発布された、身分に応じて墳墓の規模などを制限した勅令。
大化の改新の一環とされ、「大化の薄葬令」とも呼ばれる。墳陵は小型簡素化され、前方後円墳の造営がなくなり、古墳時代は事実上終わりを告げる。

## 概要
『日本書紀』大化2年（646年）3月22日条にある一連の詔を「薄葬令」と呼ぶ。
中国の故事に習い、民衆の犠牲を軽減するため、王臣と庶民の身分に応じて作ってよい陵墓を制限し、人馬の殉死殉葬を禁止し、天皇の陵にかける時間を7日以内に制限するという趣旨の詔が発せられた。

## 解説
初期の大和政権は、権力の象徴としての巨大な古墳を必要としたため、大王から地方豪族まで盛んに巨大古墳を築造したが、継体天皇の時代以降に徐々に大王を中心とする中央集権制が進んでいくと、権力の象徴としての古墳を作る意味が次第に無くなって行き、古墳は姿を消し始める。特に593年に推古天皇の摂政に就任した聖徳太子が、冠位十二階や十七条憲法などの法を整備したことがきっかけで、畿内では7世紀始めまでには巨大古墳の築造は終了する。
その後もまだ東国においては大和朝廷の権力の象徴としての巨大な前方後円墳が必要とされたようで、巨大古墳を通じて東国の基盤を強化するためにも、畿内を凌駕する規模の巨大古墳の築造が続くが、これも7世紀初めには築造を終了する。
巨大な前方後円墳の築造終了後は、より小規模な方墳・円墳が主流となり、大王もそれに従うことになる。7世紀中ごろには中国の思想が導入され、大王は天下八方の支配者にふさわしい形である八角墳に葬られるようになるが、7世紀末には仏教の思想による火葬が導入され、 707年に崩御した文武天皇が火葬の後に八角墓に葬られたのを最後に、古墳の築造は終了する。

## さまざまな解釈
薄葬令が発布されたとされる646年に完全に古墳の築造がストップしたわけではなく、その後もしばらく古墳が築造されている。これに関していくつか解釈が存在する。基本的に、日本書紀における「大化の改新」の記述には後世の潤色があると考えられており、「薄葬令」の詔も日本書紀が編纂された時点での「後付け」であるとの説が主流である。
中央集権化の一環であるとする解釈：大化の改新などにより大和朝廷は地方豪族を押さえ中央集権国家へと変貌していった。
薄葬令は、地方豪族の権力の象徴と言える古墳の造営を制限するものであり、全ての土地と人民は天皇に帰属するとした公地公民制の推進と関係がある。よって、一部の支配者層は、古墳の造営を続けることが出来た。
後付けであるとする解釈：簡易な葬送について、「以前から出されていた薄葬令に従うもので問題はない」との説明が付くように、後世の支配者が日本書紀に盛り込んだルールである。例えば、持統天皇は703年に崩御し薄葬だった。彼女は天皇で初めて火葬され、自身の墳陵を持たず夫の天武天皇の墓に合葬された。しかしそれ以前の、654年に崩御した孝徳天皇は薄葬ではない。

## 中国大陸
中国大陸では後漢末期（三国時代）の建安10年（205年）、曹操が薄葬令を発布している。